# Campeonato Mundial de Lucha de 1954
El XV Campeonato Mundial de Lucha se celebró en Tokio (Japón) entre el 22 y el 25 de mayo de 1954 bajo la organización de la Federación Internacional de Luchas Asociadas (FILA) y la Federación Japonesa de Lucha.  Solamente se compitió en las categorías del estilo libre.

## Resultados

### Lucha libre
| Evento | Oro                        | Plata                     | Bronce                      |
| ------ | -------------------------- | ------------------------- | --------------------------- |
| 52 kg  | Hüseyin Akbaş Turquía      | Yushu Kitano Japón        | Mirian Tsalkalamanidze URSS |
| 57 kg  | Mustafa Dağıstanlı Turquía | Lajos Bencze Hungría      | Tauno Jaskari · Finlandia   |
| 62 kg  | Shozo Sasahara Japón       | Bayram Şit Turquía        | Nikolai Musashvili URSS     |
| 67 kg  | Yahanbajt Tofig Irán       | Olle Anderberg · Suecia   | Serguei Gabarayev URSS      |
| 73 kg  | Vajtang Balavadze URSS     | Mohamad Ali Fardin Irán   | Yutaka Kaneko Japón         |
| 79 kg  | Abas Zandi Irán            | İsmet Atlı Turquía        | Kazuo Katsuramoto Japón     |
| 87 kg  | August Englas URSS         | Adil Atan Turquía         | Viking Palm · Suecia        |
| +87 kg | Arsen Mekokishvili URSS    | Bertil Antonsson · Suecia | İrfan Atan Turquía          |

## Medallero
| Núm. | País      | Oro | Plata | Bronce | Total |
| ---- | --------- | --- | ----- | ------ | ----- |
| 1    | URSS      | 3   | 0     | 3      | 6     |
| 2    | Turquía   | 2   | 3     | 1      | 6     |
| 3    | Irán      | 2   | 1     | 0      | 3     |
| 4    | Japón     | 1   | 1     | 2      | 4     |
| 5    | Suecia    | 0   | 2     | 1      | 3     |
| 6    | Hungría   | 0   | 1     | 0      | 1     |
| 7    | Finlandia | 0   | 0     | 1      | 1     |
|      | TOTAL     | 8   | 8     | 8      | 24    |